# Ratusz w Żółkwi
Ratusz w Żółkwi – zabytkowy ratusz w Żółkwi.
Pierwszą siedzibę władz miasta wzniesiono na początku XVII w. Zlokalizowany był w obrębie rynku i zwieńczony był attyką. W latach 1687–1690 została gruntownie przebudowana przez Piotra Bobera na polecenie Jana III Sobieskiego. Budowlę rozebrano po pożarze w 1832. 
Obecny neobarokowy ratusz zbudowano w 1932, według projektu Bronisława Wiktora. Ratusz ten powstał w nowym miejscu. Z wieży ratusza do 1939 w południe grywany był hejnał.

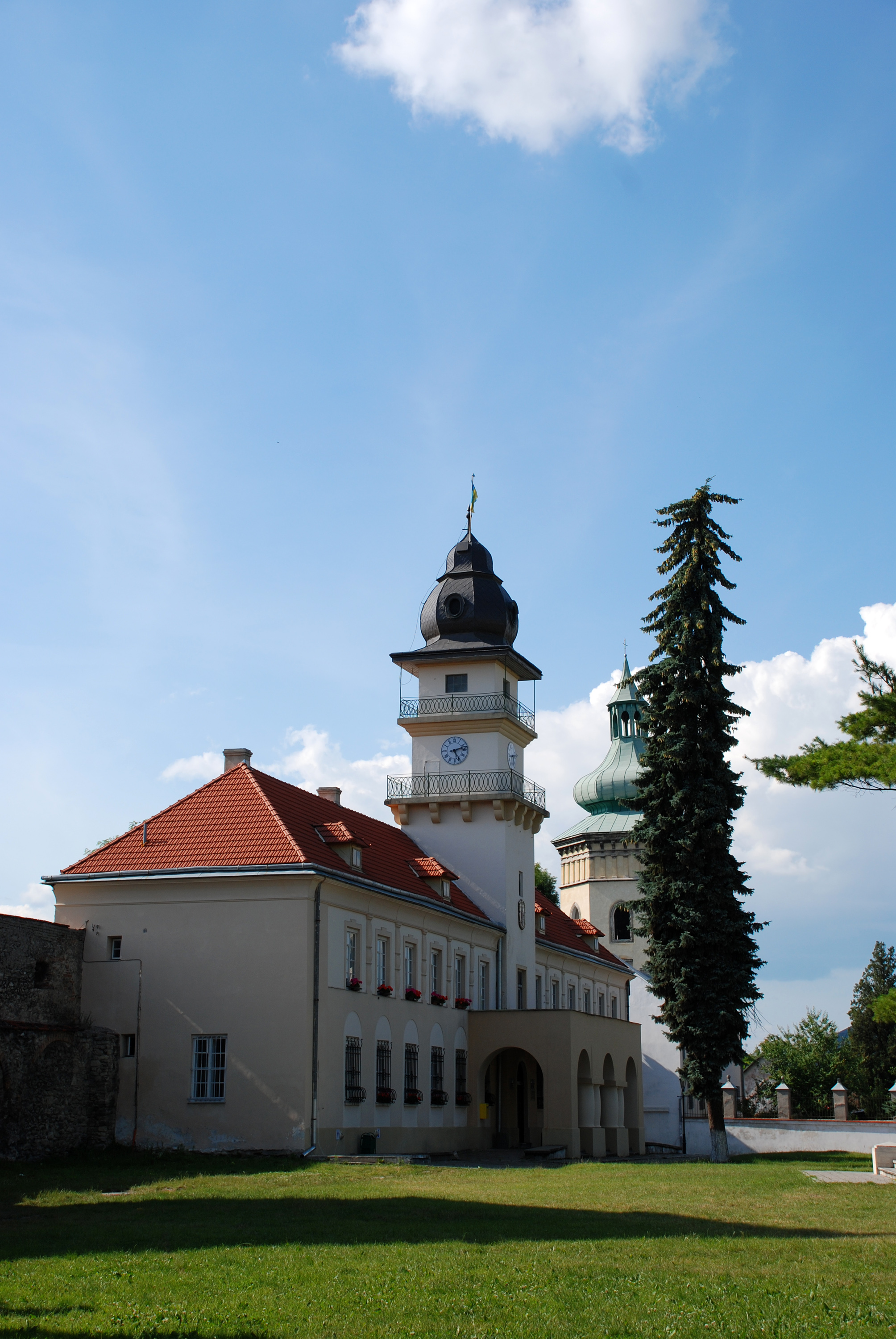
Elewacja boczna
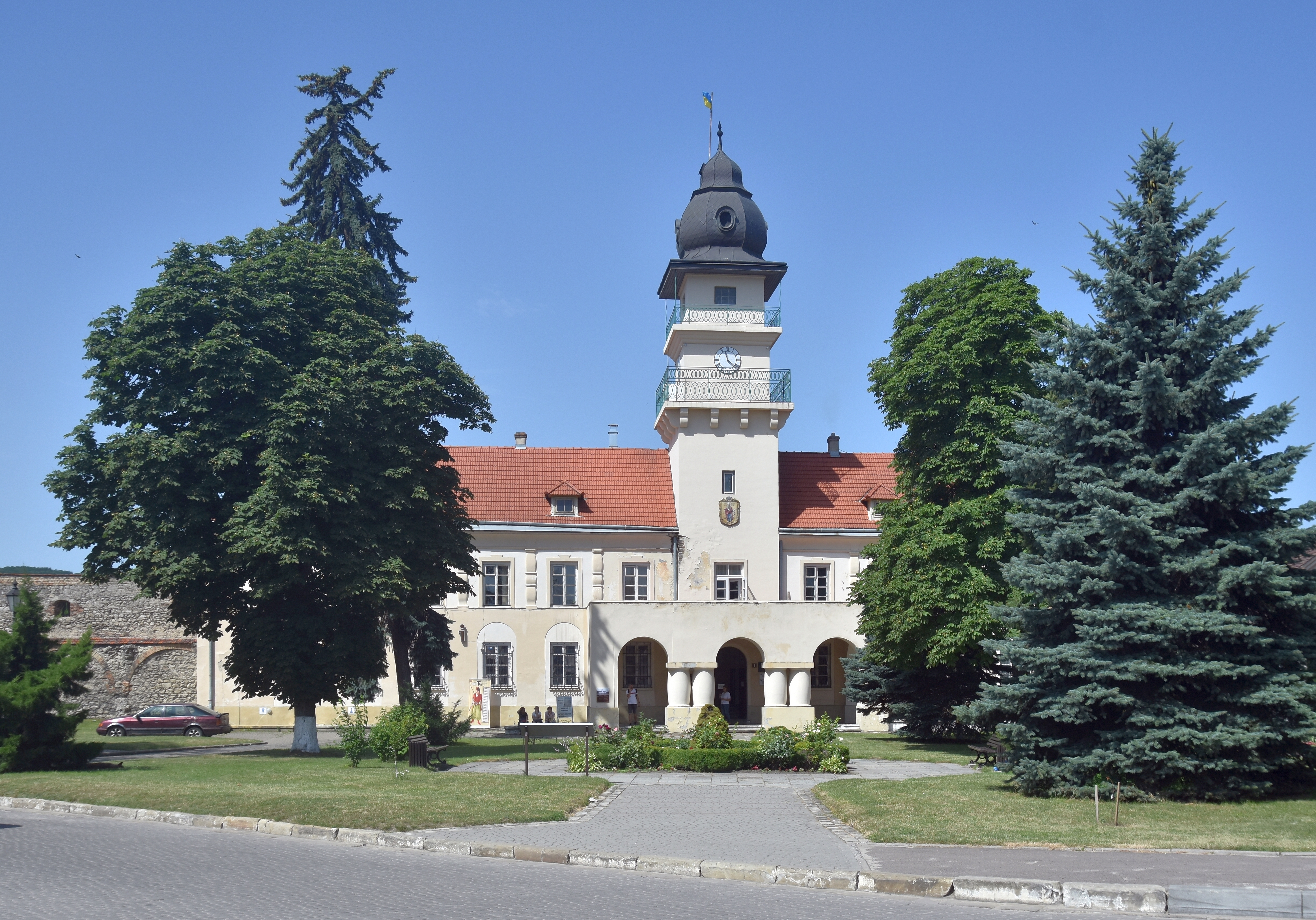
Elewacja frontowa
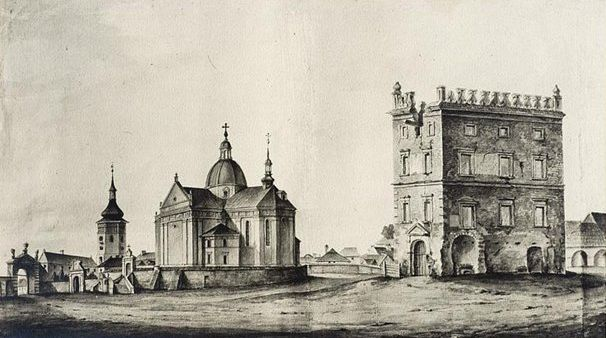
Nieistniejący renesansowy ratusz